# Tjajaträsket
Tjajaträsket är en sjö i Jokkmokks kommun i Lappland och ingår i Luleälvens huvudavrinningsområde. Sjön har en area på 0,349 kvadratkilometer och ligger 207 meter över havet.

## Delavrinningsområde
Tjajaträsket ingår i det delavrinningsområde (737224-170626) som SMHI kallar för Utloppet av Tjajaträsket. Medelhöjden är 220 meter över havet och ytan är 6,78 kvadratkilometer. Det finns inga avrinningsområden uppströms utan avrinningsområdet är högsta punkten. Vattendraget som avvattnar avrinningsområdet har biflödesordning 3, vilket innebär att vattnet flödar genom totalt 3 vattendrag innan det når havet efter 142 kilometer. Avrinningsområdet består mestadels av skog (43 procent) och sankmarker (49 procent). Avrinningsområdet har 0,35 kvadratkilometer vattenytor vilket ger det en sjöprocent på 5,1 procent.